# 热浪

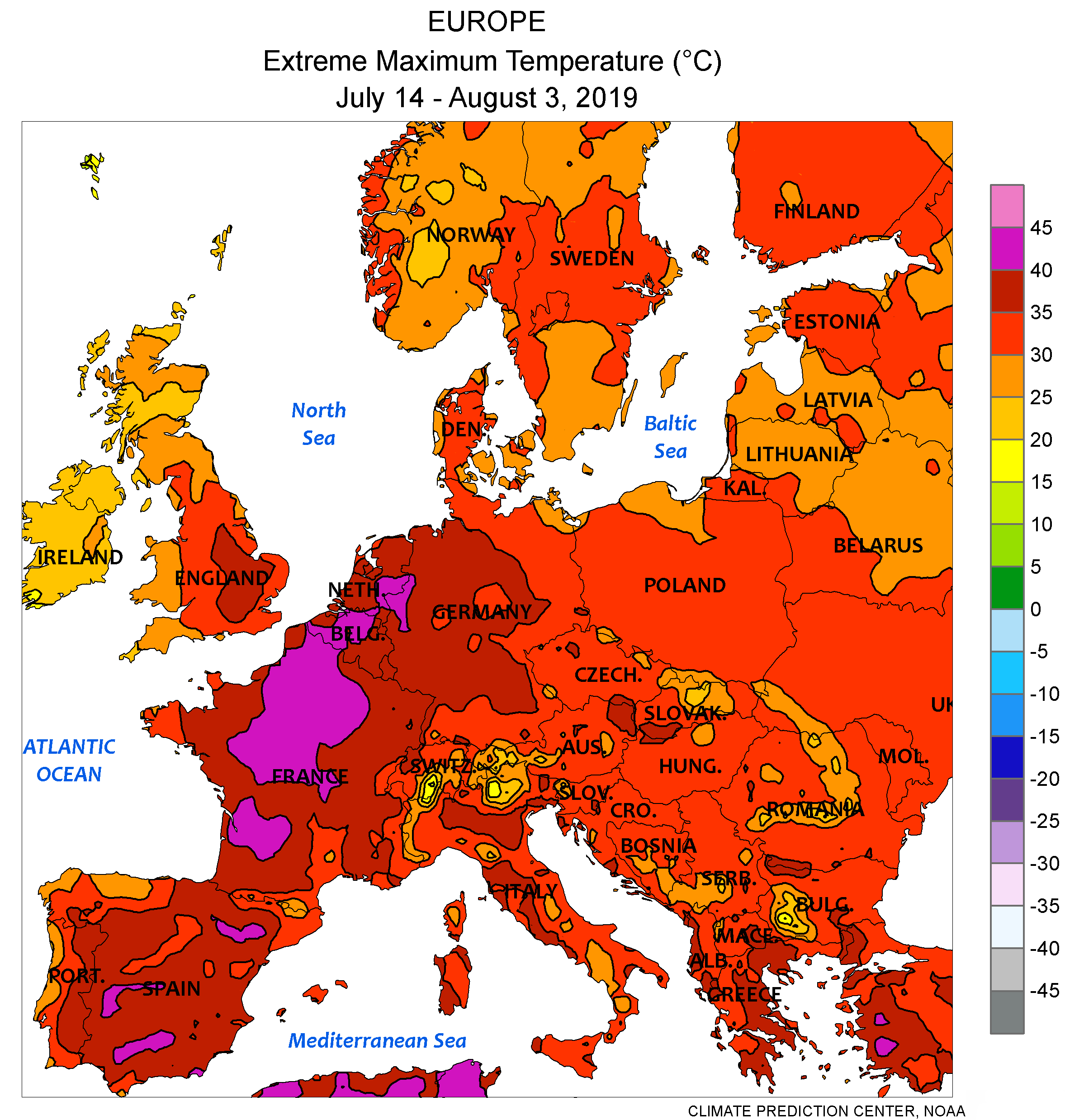
2019年欧洲热浪时的温度分布

热浪是指天气在某一段时间内持续地保持异常高的气温（相对于该地区多年平均气温而言），也有可能伴随有很高的空气湿度。这个术语通常与地区相联系，所以一个處於相对较热气候的地区来说是正常的温度，比如赤道因為本來就很炎熱，就沒有熱浪，对另一个通常處於较冷氣候的地区来说可能是热浪。
一些地区比较容易受到热浪的袭击，例如欧洲的地中海气候区，澳大利亚的西南和东南沿海地带。除了索馬利亞，因索馬利亞有少雨且多日照的赤道沙漠氣候（南美西岸屬多雲霧的赤道沙漠氣候）；屬於溫帶沙漠氣候的哈薩克是緯度最高的熱浪區。
根據世界氣象組織（WMO）定義，35℃ 及以上的溫度為高溫，而熱浪則是連續5天的最高氣溫，皆超過該地區平均最高氣溫5°C 以上。 
热浪引起的高温天气可以导致人死亡，尤其是老年人。

## 21世紀主要的热浪
- 2001年北美洲東部熱浪（英语：2001 Eastern North America heat wave）
- 2002年印度熱浪（英语：2002 heatwave in India）
- 2003年歐洲熱浪
- 2006年欧洲热浪
- 2007年歐洲熱浪（英语：2007 European heat wave）
- 2007年亞洲熱浪（英语：2007 Asian heat wave）
- 2009年澳洲熱浪
- 2009年太平洋西北部熱浪（英语：2009 Pacific Northwest heat wave）
- 2009年阿根廷熱浪（英语：August 2009 Argentine winter heat wave）
- 2013年美国南部热浪
- 2013年欧洲热浪
- 2013年中国热浪
- 2015年印度热浪
- 2015年巴基斯坦熱浪
- 2018年7月東北亞熱浪
- 2018年8月東亞熱浪
- 2021年北美西部熱浪
- 2022年印巴熱浪
- 2022年中国高温
- 2022年歐洲熱浪
- 2023年亞洲熱浪

## 預防受害
有一些簡單的方法可以避免受到熱浪的侵襲，像及早補充水分及電解質等，其中最有效的就是以開冷氣的方法降溫。有許多案例顯示，許多熱浪地區受害者因為家中未安裝空調，有可能引發中暑或熱衰竭而死亡。尤其是醫院沒有空調的話，對於熱浪受害者的治療效果就差很多。

## 影片
- 《災禍調查報告：熱浪》，Discovery Channel

## 参見
- 自然灾害
- 天气
- 干旱
- 寒潮
- 泥石流
- 风暴
- 中暑

## 外部連結
- Social & Economic Costs of Temperature Extremes from NOAA Socioeconomics website initiative, National Centers for Environmental Information（英语：National Centers for Environmental Information）